# 有名税
有名税（ゆうめいぜい）とは、有名であるが故に、知名度と引き換えに生じる問題や代償を税金に例えた単語。